# Biblioteche Oggi
Biblioteche Oggi è una rivista italiana di bibliografia e biblioteconomia pubblicata del 1983 dall'Editrice Bibliografica di Milano, ed è uno dei periodici più importanti in Italia nello specifico settore.

## Storia editoriale
La rivista uscì a Milano nel 1983 con cadenza bimestrale (diretta all'epoca da Luigi Crocetti, Piero Innocenti e Paolo Traniello), per divenire poi mensile nel 1993.
Raccoglie articoli e scritti di diversi collaboratori (tra questi Michele Santoro, Luca Ferrieri, Antonella Agnoli, Anna Maria Tammaro, Rossana Morriello, Piero Innocenti, Mauro Guerrini, Carlo Revelli, Giuseppe Vitiello, Maria Cassella, Antonella De Robbio, Alessandra Citti, Andrea Marchitelli, Roberto Marcuccio, Maria Stella Rasetti, Maria Gioia Tavoni, Alberto Salarelli, Amedeo Benedetti, Paola Capitani, Piero Cavaleri, Laura Ballestra, Attilio Mauro Caproni, Giovanni Alfredo Broletti).
Biblioteche Oggi promuove inoltre convegni e occasioni di aggiornamento, tra cui un appuntamento annuale presso il Palazzo delle Stelline di Milano nel mese di marzo, organizzato con la Regione Lombardia, e con la provincia e il comune di Milano.
La banca dati della rivista, attraverso cui è possibile risalire a ciascuno degli articoli pubblicati fin dalla sua fondazione (a partire da titolo, autori, anno, fascicolo, pagina iniziale e indicazione del contenuto sotto forma di soggetti e termini di indicizzazione) è curata dalla biblioteca Mario Rostoni dell'università Carlo Cattaneo - LIUC.
Il direttore responsabile è Massimo Belotti. Il comitato editoriale è costituito da Luca Ferrieri, Mauro Guerrini, Piero Innocenti, Roberto Maini, Carlo Revelli, Riccardo Ridi, Michele Santoro e Paul Gabriele Weston.
Sulla rivista sono presenti le rubriche
- Osservatorio internazionale, di Carlo Revelli;
- Lo spazio della lettura, di Fernando Rotondo;
- La biblioteca per ragazzi, di Caterina Ramonda;
- L'informazione pubblica in linea, a cura di DFP;
- Succede in biblioteca, di Claudia Bocciardi;
- Convegni e seminari;
- Biblioteca e seminari.
- La biblioteca narrata, di Rossana Morriello